# Murray Steele
Murray Allan Steele (nascido em 16 de julho de 1961) é um ex-ciclista neozelandês que participava em competições de ciclismo de pista.

## Carreira
Sua única aparição olímpica foi nos Jogos Olímpicos de Verão de 1984 em Los Angeles, onde terminou em décimo quinto na prova de velocidade.